# 蒂雷

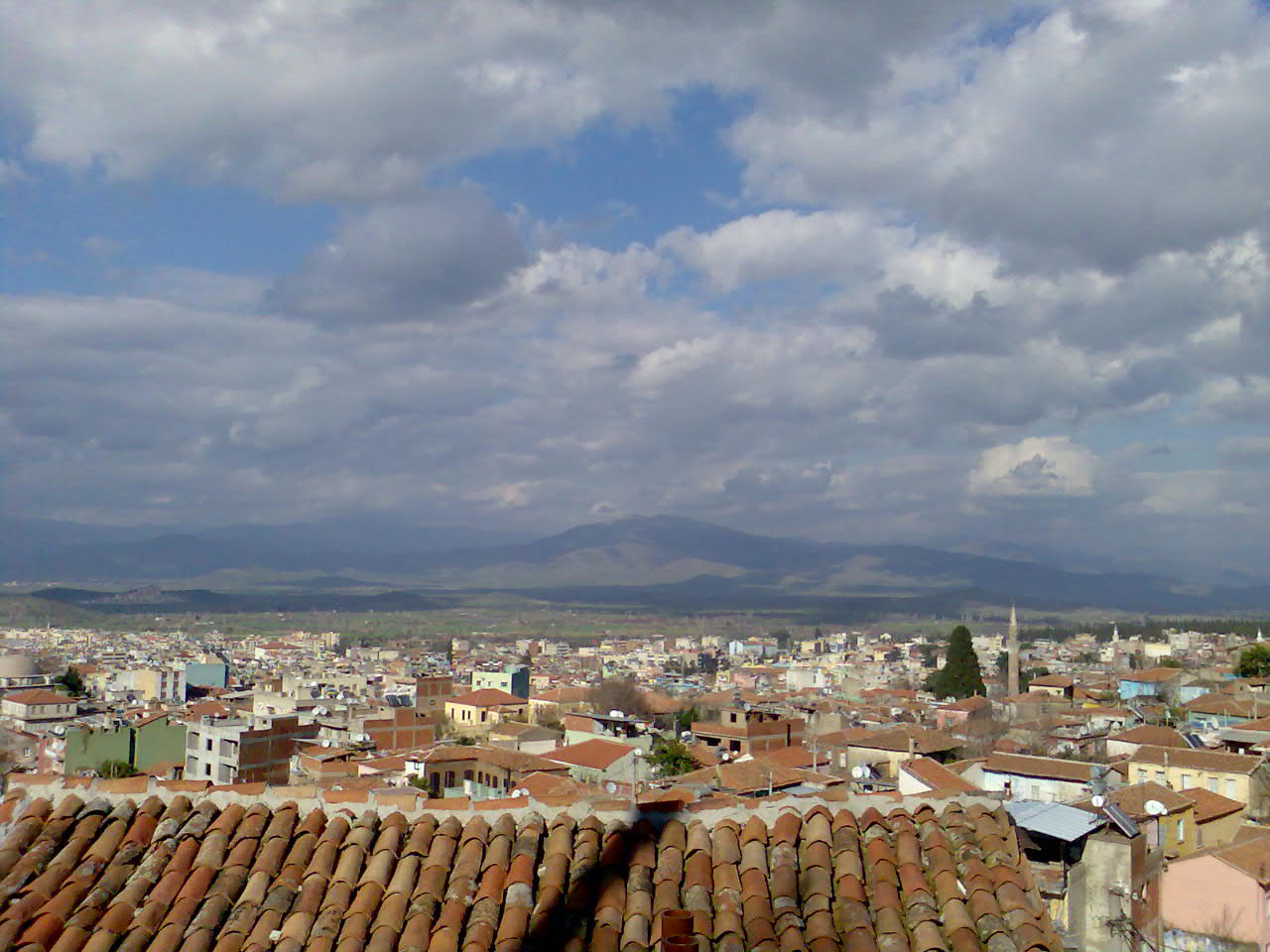
蒂雷

蒂雷（土耳其語：Tire）是土耳其的城鎮，由伊茲密爾省負責管轄，位於該國西部，距離首府伊茲密爾約80公里，面積792平方公里，海拔高度92米，2006年人口44,249。